# Dirphia eumedidoides
Dirphia eumedidoides är en fjärilsart som beskrevs av Vuillot. 1893. Dirphia eumedidoides ingår i släktet Dirphia och familjen påfågelsspinnare. Inga underarter finns listade i Catalogue of Life.